# モハメド・エル・ハンクリ
モハメド・エル・ハンクリ（Mohamed El Hankouri、1997年7月1日 - ）は、オランダ・ロッテルダム出身のサッカー選手。1.FCマクデブルク所属。ポジションはFW。

## 経歴
フェイエノールトの下部組織出身。2016年8月27日、SBVエクセルシオールとのリーグ戦にて後半36分にステフェン・ベルハイスとの交代でトップチームデビューを果たした。
2019年1月16日、FCフローニンゲンに2018-19シーズン終了までのハーフシーズンのレンタルで移籍した。また、この際、2年間の買い取りオプションも付随しており、フローニンゲンはレンタル期間終了後、買い取りオプションを行使した。
2022年6月、1.FCマクデブルクに移籍した。

## 人物
オランダのロッテルダム生まれだが、両親はモロッコからの移民であり、同じくモロッコ系オランダ人のレドゥアン・エル・ハンクリは実弟である。

## 個人成績
2020年7月30日現在
| クラブ                | シーズン     | リーグ           | リーグ | リーグ | カップ | カップ | UEFA | UEFA | 通算 | 通算 |
| クラブ                | シーズン     | ディヴィジョン   | 出場   | 得点   | 出場   | 得点   | 出場 | 得点 | 出場 | 得点 |
| --------------------- | ------------ | ---------------- | ------ | ------ | ------ | ------ | ---- | ---- | ---- | ---- |
| フェイエノールト      | 2016–17      | エールディヴィジ | 1      | 0      | 1      | 0      | —    | —    | 2    | 0    |
| フェイエノールト      | 2018–19      | エールディヴィジ | 5      | 0      | 1      | 0      | —    | —    | 6    | 0    |
| フェイエノールト      | 通算         | 通算             | 6      | 0      | 2      | 0      | 0    | 0    | 8    | 0    |
| ヴィレムII (loan)     | 2017–18      | エールディヴィジ | 21     | 0      | 4      | 0      | —    | —    | 25   | 0    |
| フローニンゲン (loan) | 2018–19      | エールディヴィジ | 16     | 1      | 0      | 0      | —    | —    | 16   | 1    |
| フローニンゲン        | 2019-20      | エールディヴィジ | 21     | 0      | 2      | 0      | —    | —    | 23   | 0    |
| フローニンゲン        | 2020-21      | エールディヴィジ |        |        |        |        |      |      |      |      |
| フローニンゲン        | 通算         |                  |        |        |        |        |      |      |      |      |
| キャリア通算          | キャリア通算 | キャリア通算     | 65     | 1      | 8      | 0      | 0    | 0    | 73   | 1    |

## タイトル
フェイエノールト
- エールディヴィジ : 1回 (2016-17)
- ヨハン・クライフ・スハール : 2回 (2017, 2018)